# Professor Erichsons Rivale
Professor Erichsons Rivale è un film muto del 1916 diretto da Louis Neher.

## Produzione
Il film fu prodotto da David Oliver per la Oliver-Film GmbH.

## Distribuzione
Il visto di censura del film porta la data del luglio 1916.